# تحفيز العصب القذالي
يُستخدم تحفيز العصب القذالي، يُطلق عليه أيضًا تحفيز العصب المحيطي للعصبين القذاليين، في علاج مرضى الصداع النصفي المزمن ممن فشلوا في الاستجابة إلى مختلف العلاجات الدوائية.
يشمل العلاج استخدام النبضات الكهربائية المعتدلة بهدف تحفيز العصب القذالي الكبير والعصب القذالي الصغير اللذين يشكلان جزءًا من الجهاز العصبي المحيطي ويقعان في مؤخرة الرأس فوق منطقة العنق.
يُستخدم جهاز صغير باسم المحفز العصبي في توليد النبضات الكهربائية – يشابه عمل الناظمة القلبية الاصطناعية – إذ يمكن زراعة هذا الجهاز في الأرداف، أو الصدر، أو البطن السفلي، أو تحت عظم الكتف أو أسفل الترقوة. تصل الكهرباء إلى العصب القذالي الكبير والعصب القذالي الصغير بواسطة أقطاب كهربائية معدنية صغيرة مصفوفة على أسلاك رفيعة ومزروعة تحت طبقة الجلد. يمكن تعديل شدة النبضات الكهربائية باستخدام جهاز تحكم صغير عن بعد.

## لمحة تاريخية
أبلغ سالفين بشكل دقيق عن تاريخ تحفيز العصب القذالي في عام 2011. أبلغ وال وسويت عن استخدام تحفيز العصب القذالي في علاج الآلام المزمنة لأول مرة في عام 1967، على الرغم من إجراء التطبيقات الأولى بواسطة شيلدن في عام 1962. أظهر وال وسويت أن التحفيز الكهربائي للأعصاب المحيطية قادر على تثبيط إدراك الألم. استمر الاستخدام شبه التجريبي لتحفيز العصب القذالي لفترة متراوحة بين 15 و20 سنة. خلال النصف الأخير من ثمانينات القرن العشرين، أصبح تحفيز العصب القذالي أحد الإجراءات الجراحية المعترف بها. في أواخر تسعينيات القرن العشرين، أبلغ وينر وريد عن تقنية إدخال الأقطاب الكهربائية عن طريق الجلد إلى محيط العصبين القذاليين بهدف علاج الألم العصبي القذالي. أظهر وينر أن وضع القطب الكهربائي الخاص بتحفيز العصب القذالي بالقرب من العصب فعال في تخفيف الألم عبر إجراء بسيط تقنيًا. أعلن هذا العمل الرائد عن بداية العصر الحديث لتحفيز العصب القذالي. في عام 2003، اقترح بوبيني وألو استخدام تحفيز العصب القذالي في علاج الصداع النصفي المزمن. لحق ذلك إطلاق التجارب المنضبطة المعشاة المرتقبة لجمع المزيد من الأدلة السريرية الإضافية.
يمكن العثور على هذه المعلومات بمزيد من التفصيل في المقال المنشور بواسطة سيفالاغيا تحت عنوان «فعالية وسلامة تحفيز العصب المحيطي للعصبين القذاليين بهدف إدارة الصداع النصفي المزمن: نتائج دراسة منضبطة معشاة متعددة المراكز مزدوجة التعمية».
في سبتمبر 2011، أصبحت شركة سانت جود الطبية أول شركة حاصلة على الموافقة الأوروبية لاستخدام تحفيز العصب القذالي في علاج الصداع النصفي المزمن.

## المرشحون لهذا العلاج
يجب على المرشحين المختارين للخضوع لتحفيز العصب القذالي بهدف علاج الصداع النصفي المزمن امتلاك تشخيص بالإصابة بحالة مستعصية من الصداع النصفي المزمن.
يمكن تحديد الصداع النصفي المزمن وفقًا لتوجيهات جمعية الصداع الدولية (آي إتش إس) بإحدى الحالات التالية:
- 15 يوم أو أكثر من الصداع النصفي (دون وجود أورة) في الشهر ولمدة تزيد عن 3 أشهر مع حالات من الصداع المستمر لمدة 4-72 ساعة
- وجود اثنتين من الحالات التالية على الأقل: موقع أحادي الجانب، نوعية ألم نابضة، شدة ألم معتدلة أو شديدة، ألم متفاقم بسبب، أو سبب لتجنب، النشاط البدني الروتيني (المشي أو صعود الأدراج).
  - أثناء الصداع، وجود واحدة على الأقل من الحالات التالية: غثيان و/أو تقيؤ، رهاب الضوء، رهاب الضوضاء
- ألم غير منسوب إلى أي اضطرابات أخرى
- غياب الإفراط في استخدام العقاقير الدوائية

يمكن تعريف الصداع النصفي المستعصي عمومًا على أنه صداع نصفي مصحوب بفشل ثلاثة أدوية وقائية أو أكثر مع درجة إعاقة متوسطة على الأقل وفقًا لإحدى أدوات تحديد إعاقة الصداع النصفي الموثوقة (على سبيل المثال، اختبار تقييم إعاقة الصداع النصفي (إم آي دي إيه إس) واختبار تأثير الصداع – 6 (إتش آي تي - 6).